# Орден на усмивката
Орденът на Усмивката (на полски: Order Uśmiechu; на английски: Order of the Smile) е международно отличие за дейности, носещи радост на децата

## История
Историята на „Ордена на Усмивката“ започва през 1960 г. с детско телевизионно предаване за лека нощ – „Яцек и Агатка“. Авторът на историята – писателката Ванда Хотомска – споменава в интервю идеята на малко момче, което предложило да се даде орден или медал на Яцек. Редакторът на „Полски куриер“ Влоджимеж Карван прегръща идеята и създава детски орден, с който млади хора да награждават възрастни. Все пак децата са тези, които най-добре знаят кои са техните най-истински и верни приятели, кои са онези, които им дават сърцата си и им носят радост.
44 хиляди писма са изпратени за конкурса, обявен, за да се избере дизайнът на Ордена. Най-често срещаните предложения са сърце и слънце. Журито с председател Шимон Кобилински избира проекта на 9-годишната Ева Хробак, представляваща усмихнато слънце, което и до днес е логото и самият Орден на Усмивката.
Първата среща на Ордена на Усмивката е през 1968 г. Първият президент на Ордена е обичаната детска писателка Ева Шелбург-Зарембина, а първият Рицар на Усмивката – проф. д-р Виктор Дега, ортопед, на когото хиляди деца дължат своето здраве и дори живот. Церемонията се състои в това Рицарят да изпие чаша сок от лимон с усмивка, като получава и червена роза. Церемонията продължава да се провежда по този начин и до днес.
През 1979 г. в Международната година на детето генералният секретар на Обединените нации Курт Валдхайм придава на Ордена на Усмивката международно значение. Това се случва благодарение на усилията на Цезари Леженски – писател, журналист и председател на Ордена по онова време.
Думите, с които се връчва „Орденът на Усмивката“, са следните: „Наричам те Рицар на Ордена на Усмивката и настоявам независимо от ветровете и бурите да бъдеш винаги весел и да носиш радост на децата“.
През 1996 г. е създаден Музей на Ордена на Усмивката, който се намира на територията на увеселителния парк „Рабколанд“, наричан още „Град на децата на света“.
Орденът се връчва 2 пъти в годината – в първия ден от пролетта и последния ден на лятото.

## Рицари на ордена
Сред носителите на ордена са: папа Йоан Павел II; 14-ият далай лама от Тибет; Майка Тереза от Калкута; Нелсън Мандела; Астрид Линдгрен; Ева Шелбург-Зарембина; Стивън Спилбърг; Опра Уинфри; проф. Ядвига Бинчицка – създател на Полската асоциация „Корчак“; Джоан Роулинг – авторката на „Хари Потър“, Янина Поражинска и много др.
Орденът на усмивката е връчен също и на Ирена Сендлерова, която по времето на Втората световна война спасява живота на 2500 еврейски деца.
Български носители на Ордена на Усмивката са Дора Габе (1979) и Асен Босев (1980).